# Numa Grether
Numa Grether (Les Ponts-de-Martel, 12 mei 1839 - Lugano, 1 april 1891) was een Zwitsers politicus.
Numa Grether was notaris en was van 1868 tot 1874 vrederechter van Les Ponts-de-Martel en rechter bij het hof van beroep. Van 1874 tot 1886 was hij kantonsrechter van het kanton Neuchâtel. 
Numa Grether was politiek actief voor de Radicale Partij (Parti Radical) van het kanton Neuchâtel (de kantonsafdeling van de federale Vrijzinnig-Democratische Partij). Van 1873 tot 1886 was hij lid van de Grote Raad van Neuchâtel.
Numa Grether was van 1886 tot zijn dood in 1891 lid van de Staatsraad van Neuchâtel. Hij beheerde het departement van Bouwzaken. Van 1888 tot 1889 was hij voorzitter van de Staatsraad (regeringsleider) van Neuchâtel.
Hij overleed op 51-jarige leeftijd.